# Premio Lissone 2005
Il premio Lissone 2005 ebbe luogo dal 17 dicembre 2005 al 29 gennaio 2006.
L'edizione fu curata da Luigi Cavadini

## Giuria
Luigi Cavadini, Giorgio Cortenova, Giuseppe Di Marco, Marco Franciolli, Emma Zanella, Paolo Vergani.

## Commissione per gli inviti
Valerio Adami, Massimo Bignardi, Luigi Di Corato, Claudio Spadoni.

## Artisti partecipanti
Pietro Capogrosso, Filippo La Vaccara, Giuliana Lo Porto, Luca Mauceri, Gianluca Monnier, Sandro Palmieri, Simon Pasieka, Luca Piovaccari, Giacomo Piussi, Franco Pozzi, Luigi Presicce, Léopold Rabus, Paolo Radi, Nicola Renzi, Maria Pilar Saltini, Raffaele Sicignano, Jolanda Spagno, Gabriele Talarico, Alexis Veroucas.

## Primo premio
Jolanda Spagno (Bari, 1967), vince il primo premio.